# Ро, Томас
Сэр Томас Ро (англ. Sir Thomas Roe; 1581, Лоу-Лейтон, Королевство Англия (ныне Большой Лондон) — 6 ноября 1644) — английский дипломат, политик, член Парламента, путешественник-исследователь.

## Биография
В 1593 году поступил в Магдале-колледж в Оксфорде, вскоре после этого, оказался при дворе королевы Елизаветы I. В 1605 году был посвящен в рыцари Яковом I и стал другом королевских детей Генриха, принца Уэльского, старшего сына короля Англии и Шотландии Якова I, и Елизаветы Стюарт, вскоре ставшей королевой Богемии, с которой он поддерживал переписку и выполнял множество поручений в её интересах.
В 1610 году принц Генрих отправил его с миссией в Вест-Индию, в ходе которой он посетил Гайану и дельту Амазонки. Как и в двух последующих экспедициях ему не удалось найти золото, которое он искал в Южной Америке.
В 1614 году Т. Ро был избран в Палату общин от Тамуэрта. Стал известен, благодаря успеху дипломатической миссии (1615—1618) ко двору Джахангира, правителя империи Великих Моголов. Основной целью миссии Роу было обеспечение безопасности английского торгового поста в городе Сурат. Миссия была успешной, потому что Т. Ро удалось завоевать расположение Джахангира.

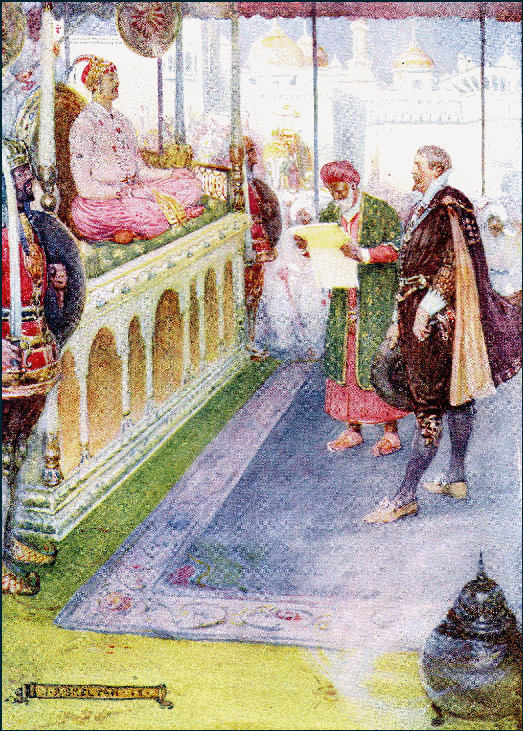
Сэр Томас Ро с визитом у Джахангира

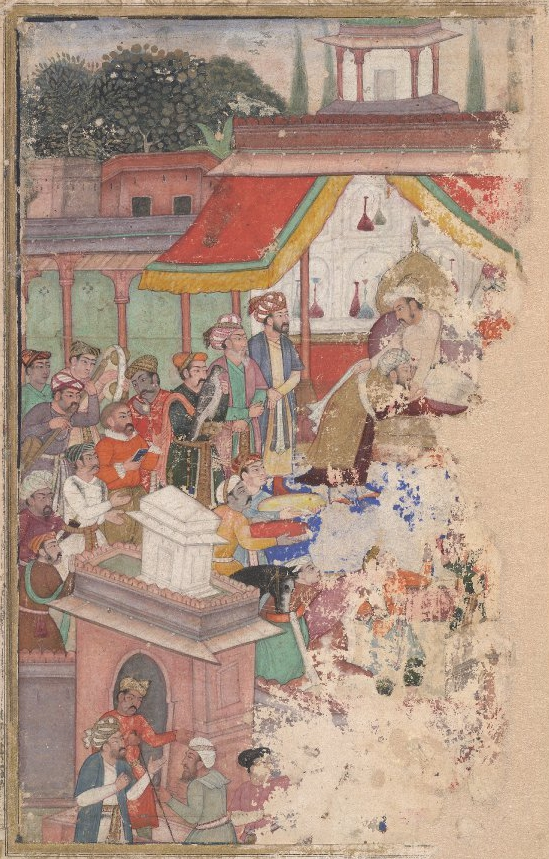
Джахангир надевает придворному почётную мантию, за которым наблюдает сэр Томас Ро, английский посол при дворе Джахангира в Агре с 1615 по 1618 год, и другие

В 1621—1628 годах служил английским послом при дворе османского султана. Ему удалось расширить льготы для британских купцов. В 1624 году Т. Ро заключил договор с Алжиром, по которому были освобождены несколько сотен английских пленных. Позже, выступая от имени Протестантской унии с помощью английских субсидий, поддержал руководителя антигабсбургского движения в Венгерском королевстве, князя Трансильвании Габора Бетлена.
Следующего дипломатического успеха добился в 1629 году, что привело к заключению Альтмаркского перемирия между Швецией и Речью Посполитой, положившему конец конфликту, длившемуся с 1600 по 1629 годы. Благодаря этому Густав II Адольф смог со шведской армией выступить в ходе Тридцатилетней войны на стороне немецких протестантских князей.
В 1631 году финансировал экспедицию Люка Фокса в районы Северного Ледовитого океана, в ходе которой тот открыл Северо-Западный проход около Северной Америки. В его честь Фокс назвал пролив Рос-Велком.
В 1637 году Т. Ро стал кавалером Ордена Подвязки с доходом в £ 1200 в год.
Позже Т. Ро посетил мирные конференции в Гамбурге, Регенсбурге и Вене, где использовал своё влияние для восстановления Рейнского Пфальца. В июне 1640 года назначен членом Тайного совета Англии, в октябре вернулся в парламент в качестве представителя Оксфордского университета, где его знания в области международных, коммерческих и финансовых отношений наряду с его преподавательскими навыками принесли ему высокую репутацию в академических кругах.
```
Похоронен в 
Лондоне
.
```

## Основные районы исследований
- Центральная Азия и Индийский субконтинент;
- Южная Америка, Южная Атлантика и восточная часть Тихого океана.

## Награды
- Рыцарь-бакалавр
- Орден Подвязки